# Емерих Фогл
Емерих (Имре) Фогл (Темишвар, 12. август 1905 — Букурешт, 29. октобар 1971) био је румунски фудбалер и тренер мађарске националности који је био члан румунског тима који је учествовао на Светском првенству у фудбалу 1930. у Уругвају и Светском првенству 1934. године у Италији.

## Каријера
Емерих Фогл играо је као омладинац за Чинезул из Темишвара између 1921. и 1922. 1922. године, са 17 година, Фогл је дебитовао за сениорски тим. Играо је за први тим Чинезула до 1929. године, освојивши пет пута прву лигу Румуније у фудбалу са својим тимом. 1929. године, заједно са саиграчем Ласлом Рафинским прешао је у Јувентус из Букурешта. Једину титулу првака освојили су са Јувентусом у првој сезони одиграној у Букурешту. Фогл је играо за Јувентус до пензије, 1940. године

### Репрезентација
Емерих Фогл је играо за фудбалску репрезентацију Румуније између 1924. и 1934. Његова прва утакмица за национални тим био је пораз од Чехословачке, у пријатељској утакмици која се одиграла у августу 1924. У својој трећој утакмици за национални тим, Фогл је именован за капитена екипе. Као и Ласло Рафински, његов саиграч у Јувентусу из Букурешта, постигао је свој први и једини погодак за Румунију у последњем мечу пред први меч на првом светском првенству у фудбалу 1930. године против Грчке. 1930. позван је у румунски тим који је учествовао на првом ФИФА-ином светском купу у Уругвају али председник Астре Романе, компаније, у којој су Фогл и његов саиграч Рафински били канцеларијски радници, забранио је двојици играча да напусте своје радно место На интервенцију Октава Лучидеа, двојица играча су на крају отишла бродом СС Конте Верде са остатком репрезентације у Уругвај. У Уругвају је Фогл играо у обе утакмице за Румунију, против Перуа и домаћина Уругваја. 1934. године изабран је за румунски тим који је учествовао на ФИФА-ином светском купу. Играо је у мечу против Чехословачке, једином мечу који је Румунија одиграла на овом Светском првенству. Овај меч је уједно био и последњи меч Емериха Фогла у националном тиму.

### После пензионисања
Након повлачења из играчке каријере, Фогл је 1942. године именован за менаџера Јувентуса из Букурешта. Био је менаџер екипе у којој је играо претходних једанаест година до 1949. Такође је четири пута био селектор фудбалске репрезентације Румуније : између 1942. и 1945. године, на кратко 1947. године, поново 1948. године, а последњи пут између 1950. и 1951. године. Између 1963. и 1967. био је саветник за Рапид из Букурешта, а затим, до своје смрти, био је и саветник у националном тиму, помажући Румунији да се квалификује 1970. године на ФИФА-ином светском првенству после 32 године.